# 斯特西鎮區 (北卡羅萊納州加特利縣)
斯特西鎮區（英語：Stacy Township）是位於美國北卡羅萊納州加特利縣的一個鎮區。

## 地方資料
斯特西鎮區的面積為41.69平方千米，皆為陸地。根據2020年美國人口普查的數據，當地共有人口132人，而人口密度為每平方千米3.17人。